# Haglundia rubra
Haglundia rubra är en svampart som beskrevs av E. Müll. 1977. Haglundia rubra ingår i släktet Haglundia och familjen Dermateaceae.   Inga underarter finns listade i Catalogue of Life.